# Karl Kehrer (General)
Karl Kehrer (* 10. Oktober 1849 in Worms; † 17. Mai 1924 in Berlin) war ein preußischer General der Artillerie.

## Leben
Nach dem Gymnasialbesuch trat Kehrer 1866 ins Artilleriekorps der Großherzoglich Hessischen Armee in Darmstadt ein und nahm am Feldzug gegen Preußen teil. 1869/70 absolvierte er die Vereinigte Artillerie- und Ingenieurschule in Berlin. Während des Deutsch-Französischen Krieges 1870/71 wurde er in der Schlacht bei Gravelotte verwundet und mit dem Eisernen Kreuz II. Klasse ausgezeichnet.
Durch die Militärkonvention wurde Kehrer 1872 in den Verband der Preußischen Armee übernommen. Nach Truppenoffiziersdienst in verschiedenen Artillerieverbänden kam er 1891 als Lehrer an die Feldartillerie-Schießschule in Jüterbog. 1893 wurde er Abteilungschef bei der Artillerieprüfungskommission in Berlin. Mit der Ernennung zum Kommandeur des 1. Badischen Feldartillerie-Regiments Nr. 14 in Karlsruhe trat Kehrer am 17. Dezember 1898 in den Truppendienst zurück. Am 1. Oktober 1899 übernahm er das Kommando über die neugeschaffene 29. Feldartillerie-Brigade in Freiburg im Breisgau und stieg am 18. August 1900 zum Generalmajor auf. 1901 avancierte er zum Kommandeur der Feldartillerie-Schießschule in Jüterbog und schließlich am 19. August 1903 zum Präses der Artillerieprüfungskommission in Berlin. Als solcher war Kehrer an der Entwicklung des deutschen Artilleriematerials beteiligt, insbesondere an der Erprobung der 42-cm-Festungsgeschütze (Dicke Bertha). 1904 wurde er zum Generalleutnant befördert und erhielt am 5. März 1908 den Charakter als General der Artillerie verliehen. Aus Anlass der Hundertjahrfeier der Artillerieprüfungskommission erhielt Kehrer im April 1909 den Roten Adlerorden I. Klasse mit Eichenlaub sowie im September desselben Jahres die Erlaubnis zur Annahme des Bayerischen Militärverdienstordens I. Klasse. In Genehmigung seines Abschiedgesuches wurde Kehrer am 4. April 1910 mit der gesetzlichen Pension und der Berechtigung zum Tragen der Uniform des 1. Großherzoglich Hessischen Feldartillerie-Regiments Nr. 25 zur Disposition gestellt.
Während des Ersten Weltkriegs wurde Kehrer als z.D.-Offizier wiederverwendet. Er erhielt am 22. März 1915 das Patent zu seinem Dienstgrad sowie im Mai 1917 die königliche Krone zum Roten Adlerorden I. Klasse mit Eichenlaub.
Seine letzte Ruhestätte befindet sich auf dem Südwestkirchhof Stahnsdorf.

## Auszeichnungen
- Kronenorden I. Klasse[6]
- Preußisches Dienstauszeichnungskreuz[6]
- Komtur I. Klasse des Ordens vom Zähringer Löwen[6]
- Großkomtur des Verdienstordens vom Heiligen Michael[6]
- Komtur II. Klasse des Großherzoglich Hessischen Philipps-Ordens[6]
- Großkreuz des Albrechts-Ordens[6]
- Komtur des Ordens der Württembergischen Krone[6]
- Großkreuz des Friedrichs-Ordens[6]
- Großoffizier des Ordens des Heiligen Schatzes[6]
- Großkreuz des Ordens der Krone von Italien[6]
- Großoffizier des Ordens der Heiligen Mauritius und Lazarus[6]